# 유순신
유순신은 대한민국의 기업인이다.

## 방송
- 슈퍼 챌린저 코리아 (2012) - 심사위원